# Phim băng đĩa
Phim băng đĩa là phim điện ảnh hay phim nhựa được chuyển qua băng hoặc đĩa VCD hay DVD để phát hành rộng rãi ngoài hệ thống các rạp xinê.
Phim băng đĩa còn là loại phim được ghi hình quay phim lên vật liệu băng video hoặc đĩa kỹ thuật số, sau đó nhân bản, phổ biến qua băng hoặc đĩa hình.